# Польський пантеон
Польський пантеон (пол. Panteon Polski) — польський двотижневик, що виходив у Другій Речі Посполитій.
Журнал виходив у Львові і охоплював міста Львів, Станіславів і Тернопіль.
Підзаголовок журналу звучав так: «Ілюстрований двотижневик, присвячений пам'яті та вшануванню загиблих за незалежність Польщі, а також хроніка подвигів польського солдата у 1914—1921 роках». Випуски «Польського пантеону» описували біографії загиблих солдатів, які воювали у Першій світовій війні (1914—1918), а також під час польсько-української та польсько-більшовицької війни (1918—1921).
Видавцем часопису була Окружне управління Товариства польських легіонерів у Львові. Журнал виходив першого та п'ятнадцятого числа кожного місяця. Ціна випуску була встановлена на рівні 60 грошей. Було оголошено, що прибуток від продажу передаватиметься на будівництво Будинку легіонерів у Львові.
Редакторами часопису були Ян Роговський та Зигмунт Зигмунтович.